# Stal Gorzów Wielkopolski
Le Stal Gorzów Wielkopolski est un club de speedway situé à Gorzów Wielkopolski dans la Voïvodie de Lubusz, en Pologne. Il évolue en Speedway Ekstraliga.

## Palmarès principal

### Compétitions nationales
- Championnat de Pologne
  - Champion (9): 1969, 1973, 1975, 1976, 1977, 1978, 1983, 2014, 2016
  - Vice-champion (15): 1964, 1965, 1966, 1968, 1971, 1974, 1979, 1981, 1984, 1992, 1997, 2012, 2018, 2020, 2022
  - Troisième (6): 1982, 1987, 2000, 2011, 2017, 2021

## Joueurs

### Effectif actuel
Condition sur 14 novembre 2022
| Nat.                    | Nom                |
| ----------------------- | ------------------ |
| Drapeau de la Pologne   | Mateusz Bartkowiak |
| Drapeau de la Pologne   | Oskar Fajfer       |
| Drapeau de la Pologne   | Oskar Hurysz       |
| Drapeau de la Pologne   | Wiktor Jasiński    |
| Drapeau du Danemark     | Sebastian Mayland  |
| Drapeau du Danemark     | Villads Nagel      |
| Drapeau du Danemark     | Andreas Olsen      |
| Drapeau de la Pologne   | Oskar Paluch       |
| Drapeau de la Norvège   | Mathias Pollestad  |
| Drapeau de la Pologne   | Oliwier Ralcewicz  |
| Drapeau de la Finlande  | Timi Salonen       |
| Drapeau de la Pologne   | Jakub Stojanowski  |
| Drapeau du Danemark     | Anders Thomsen     |
| Drapeau de la Slovaquie | Martin Vaculík     |
| Drapeau de la Pologne   | Szymon Woźniak     |

### Championsdu monde de speedway en Stal
- Gary Havelock (1992–1993, 1996)
- Jason Crump (1994, 1996, 2000–2001)
- Billy Hamill (1994–1995)
- Tony Rickardsson (1997–1998)
- Mark Loram (2005)
- Nicki Pedersen (2010–2011)
- Tomasz Gollob (2008–2012)
- Bartosz Zmarzlik (2011–2022)